# Under the Sea
Under the Sea – singel Samuela E. Wrighta, napisany i wyprodukowany przez Alana Menkena i Howarda Ashmana na potrzeby ścieżki dźwiękowej do filmu animowanego Walt Disney Pictures Mała Syrenka z 1989.
Utwór zapewnił twórcom Oscara za najlepszą piosenkę oryginalną, Złoty Glob za najlepszą piosenkę i nagrodę Grammy za najlepszą piosenkę napisaną do filmu lub telewizji.
W polskiej wersji dubbingu utwór „Na morza dnie” zaśpiewał Emilian Kamiński.